# Adela collicolella
Adela collicolella is een vlinder uit de familie van de langsprietmotten (Adelidae). De wetenschappelijke naam van de soort is voor het eerst geldig gepubliceerd door Walsingham in 1904.
De soort komt voor in Europa.